# Lachnellula arida
Lachnellula arida är en svampart som först beskrevs av William Phillips, och fick sitt nu gällande namn av Dennis 1962. Lachnellula arida ingår i släktet Lachnellula och familjen Hyaloscyphaceae.   Inga underarter finns listade i Catalogue of Life.